# Silene albescens
Silene albescens är en nejlikväxtart som beskrevs av Pierre Edmond Boissier. Silene albescens ingår i släktet glimmar, och familjen nejlikväxter. Inga underarter finns listade i Catalogue of Life.